# Bête de Bray Road
 (juillet 2015).
Si vous disposez d'ouvrages ou d'articles de référence ou si vous connaissez des sites web de qualité traitant du thème abordé ici, merci de compléter l'article en donnant les références utiles à sa vérifiabilité et en les liant à la section « Notes et références ».
La Bête de Bray Road (ou la Bête de la route de Bray, en anglais Beast of Bray Road) est un cryptide ou une créature cryptozoologique, signalée pour la première fois en 1936 sur une route rurale à la sortie de la ville d'Elkhorn dans l'État du Wisconsin. La même dénomination a été, depuis lors, appliquée à toute vision de créature inconnue, du sud du Wisconsin au nord de l'Illinois et aux routes menant à l'île de Vancouver en Colombie-Britannique.
La route de Bray est, en elle-même qu'une route de campagne tranquille, près de la communauté d'Elkhorn. La vague d'observations déclarées de la fin des années 1980 et du début des années 1990 a incité un journal local, Walworth County Week, à affecter la journaliste Linda Godfrey à couvrir le sujet. Godfrey bien que sceptique au début, est rapidement devenue convaincue de la sincérité des témoins. Sa série d'articles est devenue plus tard un livre intitulé The Beast of Bray Road: Tailing Wisconsin's Werewolf.

## Description
La Bête de Bray Road est décrite par des témoins, de plusieurs façons : une créature ressemblant à un ours, un bipède poilu à l'image du Bigfoot, exceptionnellement grande de 1,2 m debout sur ces pattes pour certains, de 2 m pour d'autres. Intelligente comme un loup, la créature, apte à marcher sur ses pattes de derrière, pèse entre 180 et 300 kg et sa fourrure, d'une couleur brun grise comme celle d'un chien ou d'un ours.

## Explications
Un certain nombre de théories d'origine animale ont été proposées. La créature serait une variété inconnue de chien sauvage, un Waheela, un loup géant préhistorique semblable à Amarok ou un chien-loup issu d'un croisement génétique entre un chien et un coyote appelé "coydog".
Il est également possible que des canulars et l'hystérie collective aient causé quelques mensonges et que des observations de créatures normales aient été associées à la créature. Parallèlement aux observations dans le Wisconsin, des témoignages similaires ont eu lieu dans l'État voisin du Michigan. Après la sortie de La Légende, une chanson populaire sur la créature du Michigan ("Dogman") en 1987, l'auteur - Steve Cook - a reçu des dizaines de courriers, la photographie et un film sur l'existence de la créature. Il n'y a pas de liens connus entre les observations dans les États voisins, excepté la similitude des descriptions de la créature.